# Послесловие
Послесловие — часть литературного произведения, которая служит его дополнением, но обособлена от него и не связана напрямую с развитием сюжета. Послесловие обычно содержит авторские разъяснения о содержании произведения: заложенных в него идей, автобиографических аспектов и т. п.
Послесловия в форме нравоучения (мораль) широко распространены в дидактической литературе, где они переизлагают основную идею произведения. В других жанрах послесловия не распространены и схожи по важности с куда более популярными предисловиями, однако ярким примером является послесловие Л. Н. Толстого к «Крейцеровой сонате».